# Paštunski jezici
Paštunski jezici (afganski jezici), podskupina jugoistočnih iranskih jezika koji se govore u Pakistanu i Afganistanu od etničkih Afganaca (Paštunaca). Podskupina obuhvaća četiri jezika, to su centralnopaštunski ili mahsudski (mahsudi) [pst], 7.920.000; sjevernopaštunski ili pakhto (yusufzai pashto) [pbu], ukupno 9.720.700;  južnopaštunski [pbt], ukupno 2.680.100; i waneci ili chalgari [wne], 95.000 (1998).

## Vanjske poveznice
- Ethnologue (14th)
- Ethnologue (15th)